# Jaroslav Konvalina
Jaroslav Konvalina (* 27. April 1968) ist ein ehemaliger tschechischer Fußballspieler. Der Verteidiger ist nach der aktiven Laufbahn als Trainer in Österreich tätig.

## Transfers
Konvalina begann seine Fußballkarriere bei Dynamo Budweis, wo er 1991/92 als Abwehrspieler in der 1. Tschechoslowakischen Liga elf Spiele spielte. Dort war er Teamkollege des tschechischen Rekordnationalspielers Karel Poborský.
1993 wechselte er dann nach Österreich und spielte dort beim SV Grün-Weiß Micheldorf in der Saison 2002/03 in der viertklassigen OÖ Liga. Danach wechselte er 2003 zur ASKÖ Vorchdorf und 2006 dann zum SV Scharnstein. Nach einem Jahr dort wechselte er weiter zum SV Windischgarsten. 2008 beendete er seine aktive Karriere als Fußballspieler.
Er ist (Stand 7. März 2017) Trainer der Kampfmannschaft/Reserve/U15 Union Kefermarkt, ferner spielte er Eishockey bei den Senioren der Hluboká Knights in Hluboká nad Vltavou in der Saison 2015/16.